# Pogonomys loriae
Pogonomys loriae är en däggdjursart som beskrevs av Thomas 1897. Pogonomys loriae ingår i släktet Pogonomys och familjen råttdjur. IUCN kategoriserar arten globalt som livskraftig. Inga underarter finns listade i Catalogue of Life. Arten är uppkallad efter den italienska etnologen Lamberto Loria som var aktiv på Nya Guinea.
Denna gnagare förekommer med flera från varandra skilda populationer på Nya Guinea. Den vistas i låga och medelhöga bergstrakter mellan 240 och 3000 meter över havet. Habitatet utgörs främst av regnskogar. Individerna gräver underjordiska bon. Per kull föds två eller tre ungar.